# Hawijah Fauqa
Hawijah Fauqa (tiếng Ả Rập: حويجة فوقا, còn được gọi là Hawijah) là một ngôi làng ở phía bắc Syria nằm trong Phân khu Qalaat al-Madiq của Quận al-Suqaylabiyah ở Tỉnh Hama. Theo Cục Thống kê Trung ương Syria (CBS), Hawijah Fauqa có dân số 2.428 trong cuộc điều tra dân số năm 2004. Cư dân của nó chủ yếu là người Hồi giáo Sunni.
Trước khi Nội chiến Syria nổ ra vào năm 2011-12, cư dân của Hawijah có được phần lớn thu nhập từ nông nghiệp, đặc biệt là từ thuốc lá và bông. Đây là một trong những thị trấn đầu tiên ở Tỉnh Hama tổ chức các cuộc biểu tình chống chính phủ vào năm 2011. Nhiều người dân đã phải chịu hậu quả của cuộc chiến và trở thành người tị nạn ở Liban.